# Jurginskoje
Jurginskoje (russisch Юрги́нское) ist ein Dorf (selo) in der Oblast Tjumen in Russland mit 4546 Einwohnern (Stand 14. Oktober 2010).

## Geographie
Der Ort liegt etwa 120 km Luftlinie ostsüdöstlich des Oblastverwaltungszentrums Tjumen im Westsibirischen Tiefland. Er befindet sich am rechten Tobol-Nebenfluss Jurga.
Jurginskoje ist Verwaltungszentrum des Rajons Jurginski sowie Sitz der Landgemeinde Jurginskoje selskoje posselenije, zu der außerdem die Dörfer Kolytschowa (5 km östlich), Nowaja Derewnja (5 km südwestlich), Palezkaja (3 km südöstlich), Saosjornaja (5 km westnordwestlich), Saworujewka (5 km nordwestlich) und Tschurina (4 km nordwestlich) gehören.

## Geschichte
Der Ort wurde eventuell bereits im 17. Jahrhundert, spätestens in der Mitte des 18. Jahrhunderts gegründet und nach dem dortigen Fluss benannt und 1768 als bereits größeres Dorf mit Kirche und Sitz einer Wolost erwähnt. Seit 24. Februar 1924 ist Jurginskoje Verwaltungssitz eines nach ihm benannten Rajons, mit Unterbrechungen vom 10. Juni 1931 года bis 25. Januar 1935 und 1. Februar 1963 bis 9. Dezember 1970, als der Rajon aufgelöst und sein Territorium dem Omutinski rajon mit Sitz im gut 40 km südsüdwestlich gelegenen Omutinskoje angegliedert war.

### Bevölkerungsentwicklung
| Jahr | Einwohner |
| ---- | --------- |
| 1897 | 1013      |
| 1939 | 2103      |
| 1959 | 2696      |
| 1979 | 3731      |
| 1989 | 4985      |
| 2002 | 4636      |
| 2010 | 4546      |

Anmerkung: Volkszählungsdaten

## Verkehr
Nach Jurginskoje führt die Regionalstraße 71N-1309/2005, die westlich von Omutinskoje von der föderalen Fernstraße R402 Tjumen – Omsk abzweigt. Dort, sowie einige Kilometer westlich im Dorf Wagai befinden sich an der Transsibirischen Eisenbahn auch die nächstgelegenen Bahnstationen. Von Jurginskoje nach Osten verläuft die 71N-2001/303 ins etwa 75 km entfernte benachbarte Rajonzentrum Aromaschewo.
Durch das 15 km nordwestlich von Jurginskoje gelegene Dorf Lesnoje führte eine ab 1936 errichtete etwa 100 km lange Bahnstrecke von Sawodoukowsk an der Transsibirischen Eisenbahn nach Nowy Tap (Station Sosnowka), die vorwiegend Zwecken der Forstwirtschaft diente und in den 1990er-Jahren mit Ausnahme der ersten Kilometer stillgelegt wurde.